# Charles de Tornaco
Pas d'image ? Cliquez ici
Charles De Tornaco est un pilote automobile belge né le 7 juin 1927 à Bruxelles et mort le 18 septembre 1953 à l'Aerautodromo di Modena (en) (Italie) lors d'essais privés.
Il fonda l'écurie Belgique qui devint par la suite l'écurie Francorchamps, avec laquelle il engagea des Ferrari sur les Grands Prix du championnat du monde 1952. Lors d'essais à Modène l'année suivante, il est victime d'un accident qui lui est fatal.
Il termina notamment neuvième des 24 Heures du Mans 1953, avec Roger Laurent sur Jaguar C-Type.

## Résultats en championnat du monde de Formule 1
| Année | Écurie               | Châssis     | Moteur     | 1   | 2   | 3     | 4       | 5   | 6   | 7        | 8       | 9   | Classement | Points inscrits |
| ----- | -------------------- | ----------- | ---------- | --- | --- | ----- | ------- | --- | --- | -------- | ------- | --- | ---------- | --------------- |
| 1952  | Écurie Francorchamps | Ferrari 500 | Ferrari l4 | SUI | 500 | BEL 7 | FRA     | GBR | GER | NED Abd. | ITA Nq. |     | Nc.        | 0               |
| 1953  | Écurie Francorchamps | Ferrari 500 | Ferrari l4 | ARG | 500 | NED   | BEL Np. | FRA | GBR | GER      | SUI     | ITA | Nc.        | 0               |

Légende : ici 